# Syncaris pasadenas
Syncaris pasadenas foi uma espécie de crustáceo da família Atyidae. Foi endémica dos Estados Unidos da América.